# Massif du Bregenzerwald
Le massif du Bregenzerwald (en allemand : Bregenzerwaldgebirge) est un massif des Préalpes orientales septentrionales. Il s'élève en Autriche (Vorarlberg), au sud-ouest de la région du Bregenzerwald qui lui donne son nom.
Les montagnes sont traditionnellement comprises dans les Alpes bavaroises. Le Glatthorn, d'une altitude de 2 133 m, est le point culminant du massif.

## Géographie

### Situation

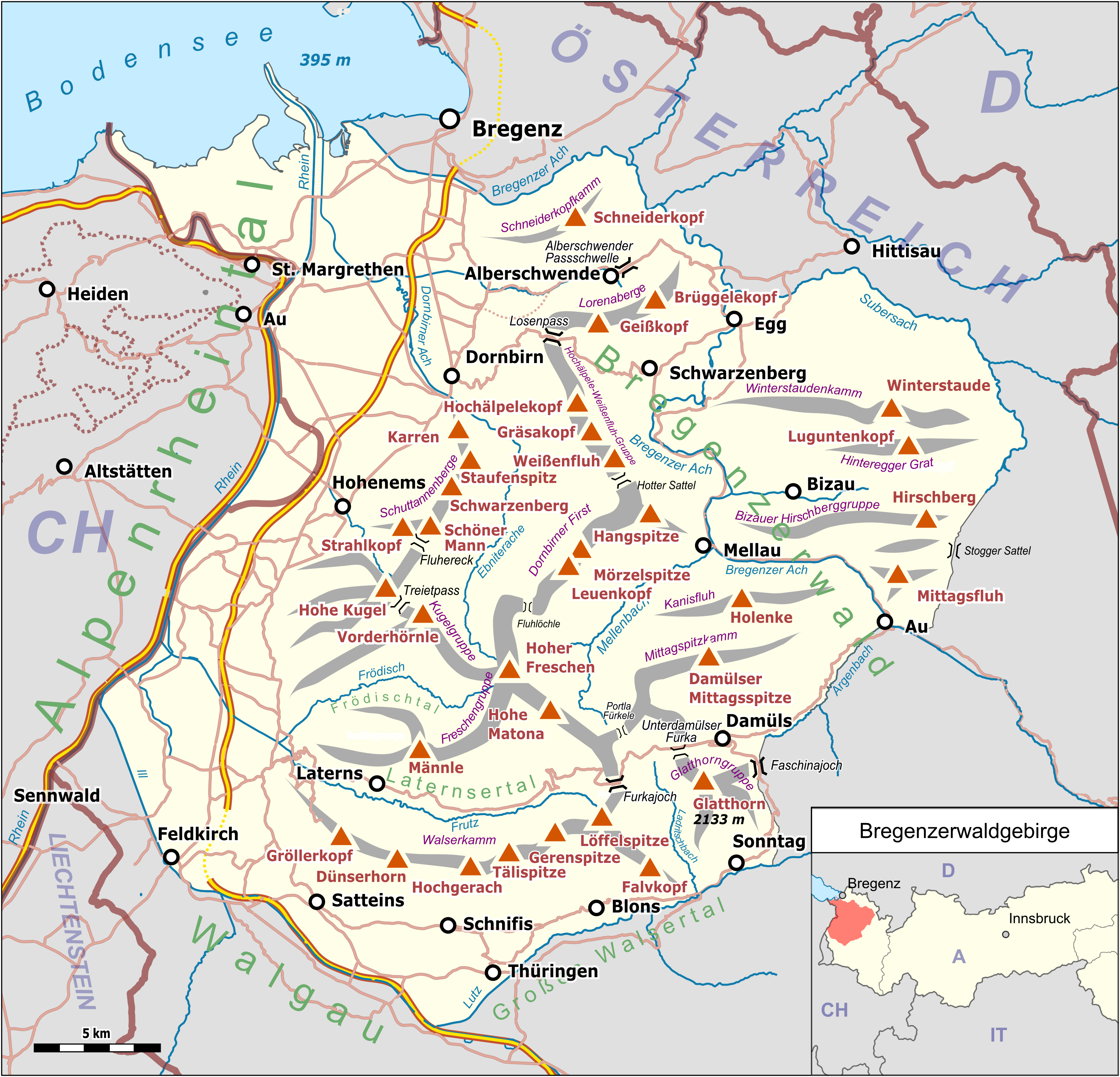
Les chaînons et les sommets du massif.

Selon la classification orographique développée par les clubs alpins allemand, autrichien et sud-tyrolien (Alpenvereinseinteilung der Ostalpen, AVE), le massif du Bregenzerwald se trouve à l'extrême nord-ouest des Alpes orientales, bordé par la vallée du Rhin alpin et le lac de Constance.
Le massif est entouré par les Alpes d'Allgäu, au-delà des rivières Bregenzer Ach et Subersach, au nord-est et par le massif de Lechquellen, séparé par le Großes Walsertal et la rivière Lutz, au sud-est. Au sud-ouest, le Walgau, parcourue par l'Ill, constitue la limite avec le massif du Rätikon. et les Préalpes appenzelloises à l'ouest. Au-delà de la vallée du Rhin à l'ouest, le massif du Bregenzerwald fait frontière avec les Préalpes appenzelloises au sein des Alpes suisses.
Les prés et les forêts représentent le paysage le plus répandu du massif. Plusieurs rivières, telles que le Dornbirner Ach et la Frutz, prennent leur source dans les chaînes montagneuses et constituent souvent des vallons encaissés. Un secteur de haute montagne se trouvent exclusivement au passage vers le massif de Lechquellen au sud-est. Une grande partie du massif du Bregenzerwald est protégée en tant que réserve de biosphère ou site du réseau Natura 2000.

### Sommets principaux
- Glatthorn, 2 133 m
- Damülser Mittagspitze, 2 095 m
- Türtschhorn, 2 069 m
- Hochblanken, 2 068 m
- Klipperen, 2 066 m
- Sünser Blanken, 2 062 m
- Gungern, 2 053 m
- Ragazerblanken, 2 051 m
- Kanisfluh, 2 044 m
- Hübscher Bühel, 2 032 m
- Hoher Freschen, 2 004 m

### Géologie
Du point de vue géologique, l'existence du massif dans les frontières décrites est assez fantaisiste et correspond davantage à une définition géographique et touristique. Toutefois, on peut le caractériser par la présence de molasse et de flyschs, qui laissent progressivement la place à des calcaires vers le sud-est.

### Peuplement

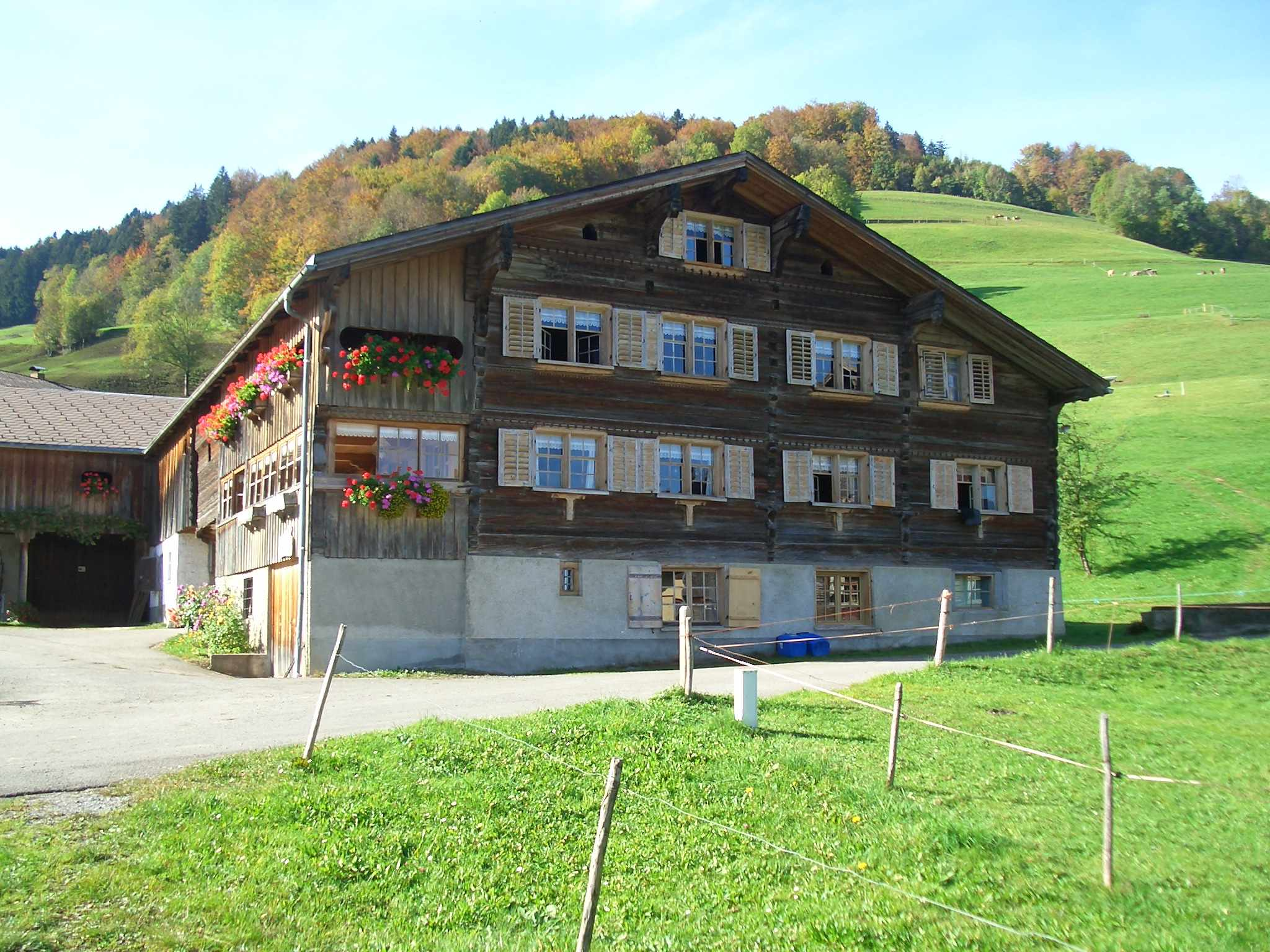
Une habitation typique du Bregenzerwald, à Schwarzenberg.

Au nord et à l’ouest du col de Lose se trouvent les communes de Buch, Bildstein, Alberschwende et Schwarzenberg. Dans le reste du massif du Bregenzerwald, la population d’altitude se concentre sur les versants ouest et sud. Sur le versant de la vallée du Rhin se trouvent quelques villages isolés comme Oberfallenberg, Watzenegg, Kehlegg, Emsreute, Fraxern, Viktorsberg, Dafins, Batschuns et Furx. Sur les versants méridionaux du chaînon montagneux du Walserkamm se trouvent les communes montagnardes de la vallée du Walgau et de la grande vallée Walser. Seuls les villages d'Ebnit et de Laterns se trouvent dans des vallées appartenant au massif du Bregenzerwald. La majorité de la surface montagneuse est boisée ou utilisée pour la transhumance estivale.

## Activités

### Stations de sports d'hiver
Le massif du Bregenzerwald comprend trois domaines skiables et plus de 20 km de pistes : Damüls-Mellau-Faschina, Bödele et Laterns-Gapfohl. Il existe aussi une douzaine de remontées mécaniques plus modestes.
- Alberschwende
- Andelsbuch
- Bezau
- Bizau
- Damüls
- Dornbirn
- Düns
- Egg
- Fontanella
- Laterns-Thal
- Mellau

### Randonnée

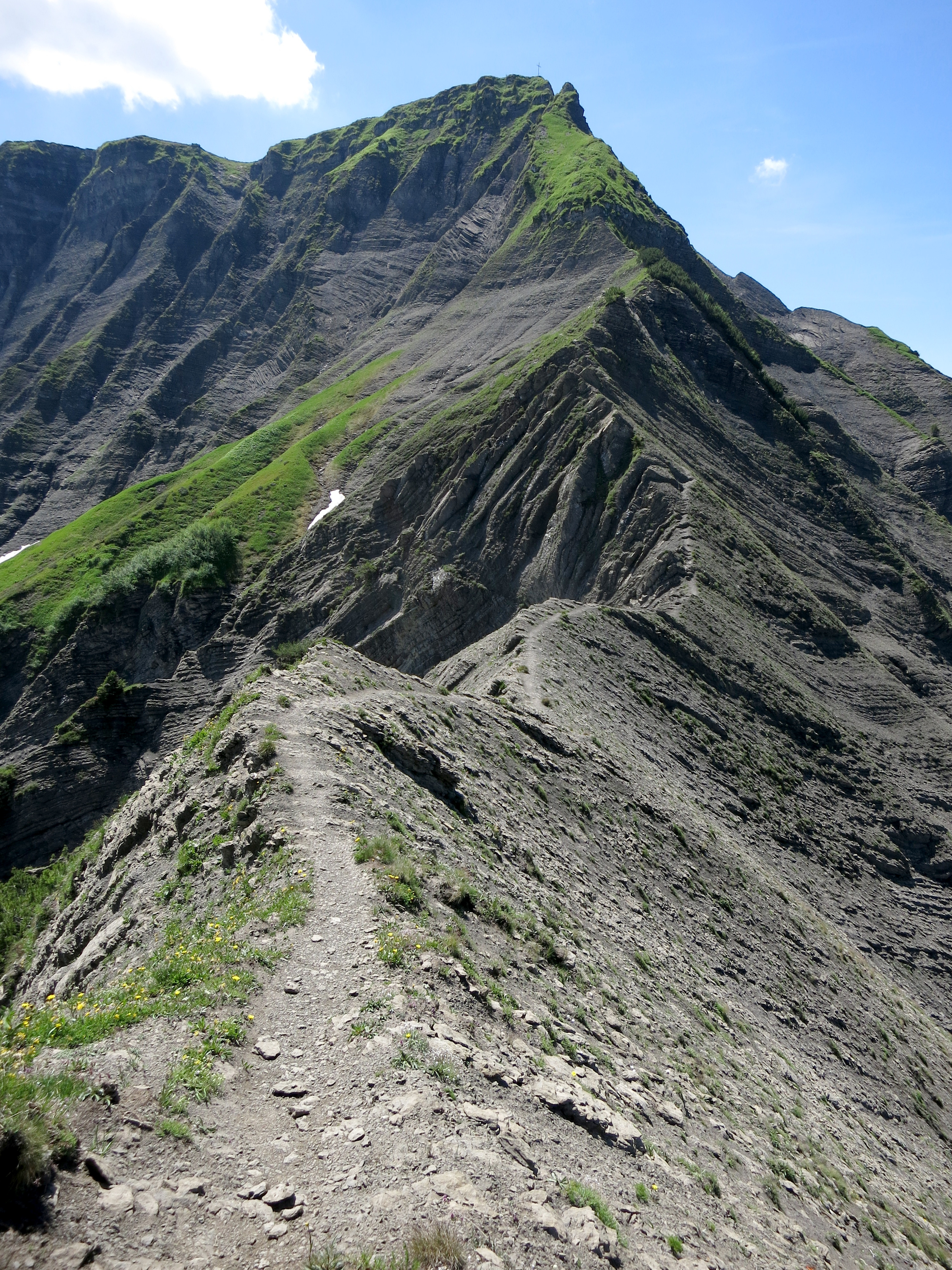
Le Binnelgrat est la section la plus exigeante du chemin des Alpes du Nord dans le massif du Bregenzerwald.

Sept refuges de montagnes se trouvent dans le massif du Bregenzerwald :
| Nom              | Localité      | Altitude | Accès (heure) | Lits |
| ---------------- | ------------- | -------- | ------------- | ---- |
| Freschenhaus     | Bad Laterns   | 1846     | 2:15          | 30   |
| Gerachhaus       | Dünserberg    | 1550     | 0:45          | 10   |
| Hochälpelehütte  | Schwarzenberg | 1460     | 1:45          | 16   |
| Emser Hütte      | Ebnit         | 1298     | 0:30          | 25   |
| Bregenzer Hütte  | Bödele        | 1290     | 1:30          | 8    |
| Lustenauer Hütte | Bödele        | 1250     | 1:00          | 16   |
| Götzner Haus     | Götzis        | 1140     | 2:00          | 26   |

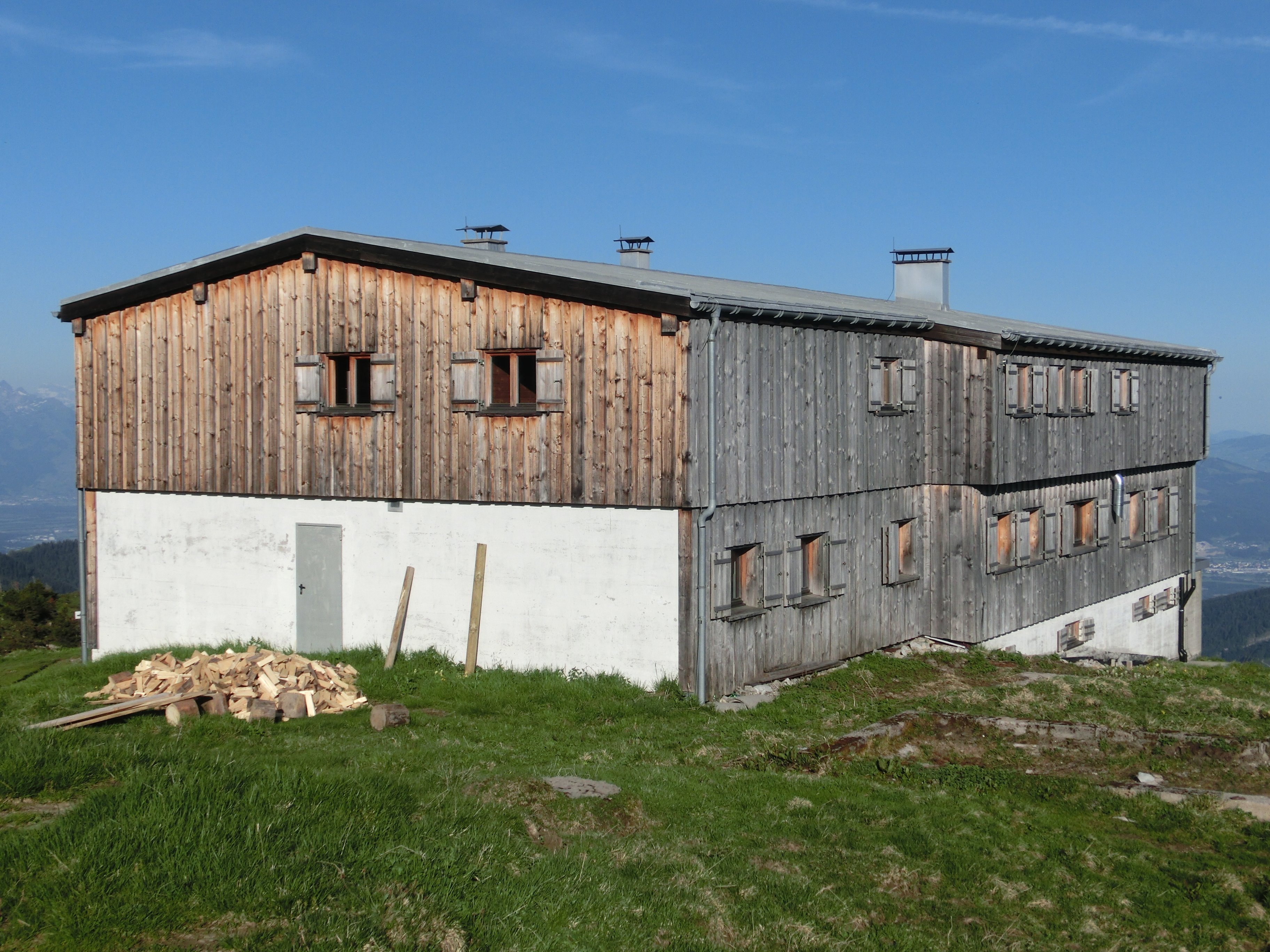
Freschenhaus.
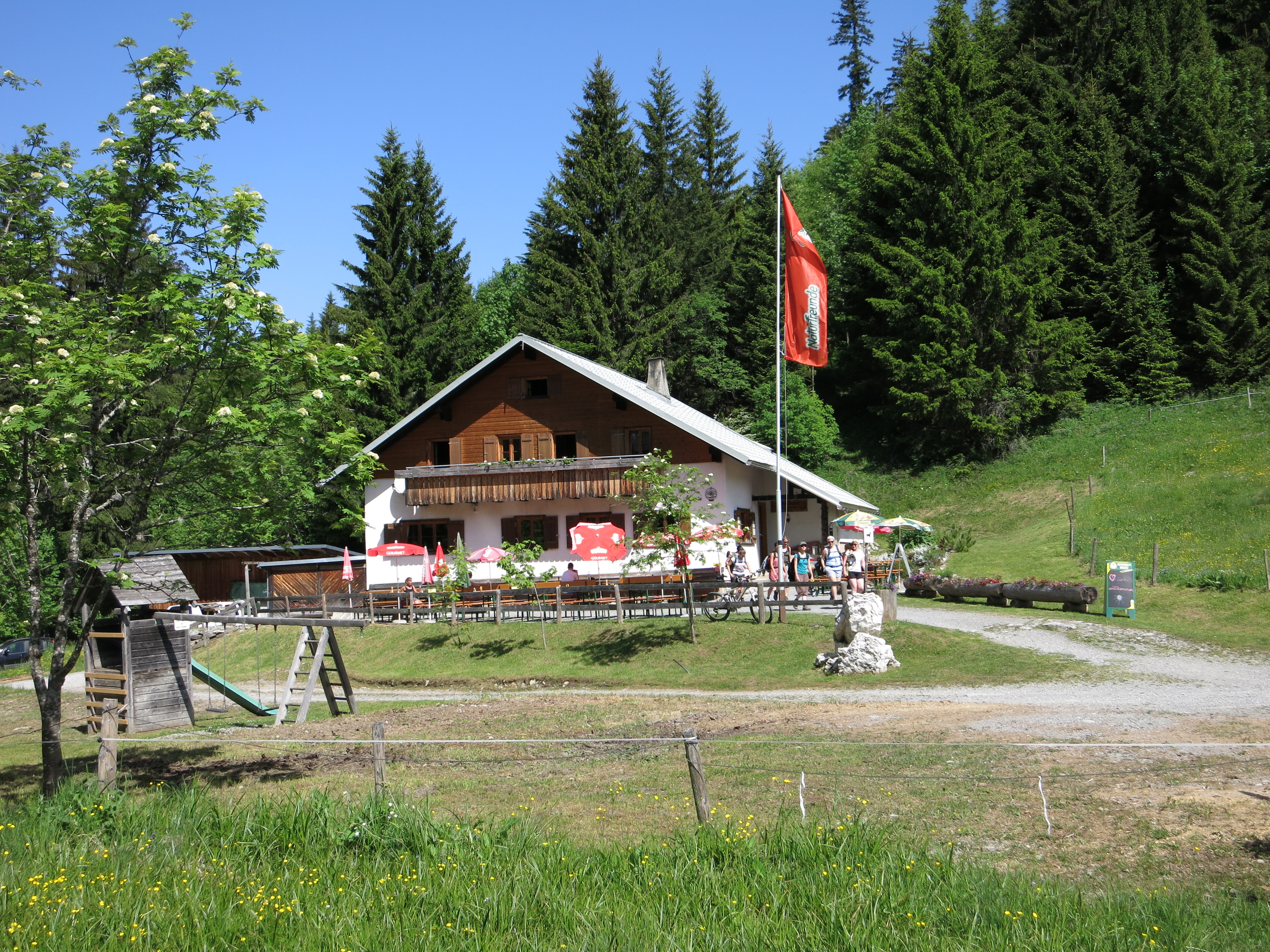
Emser Hütte.
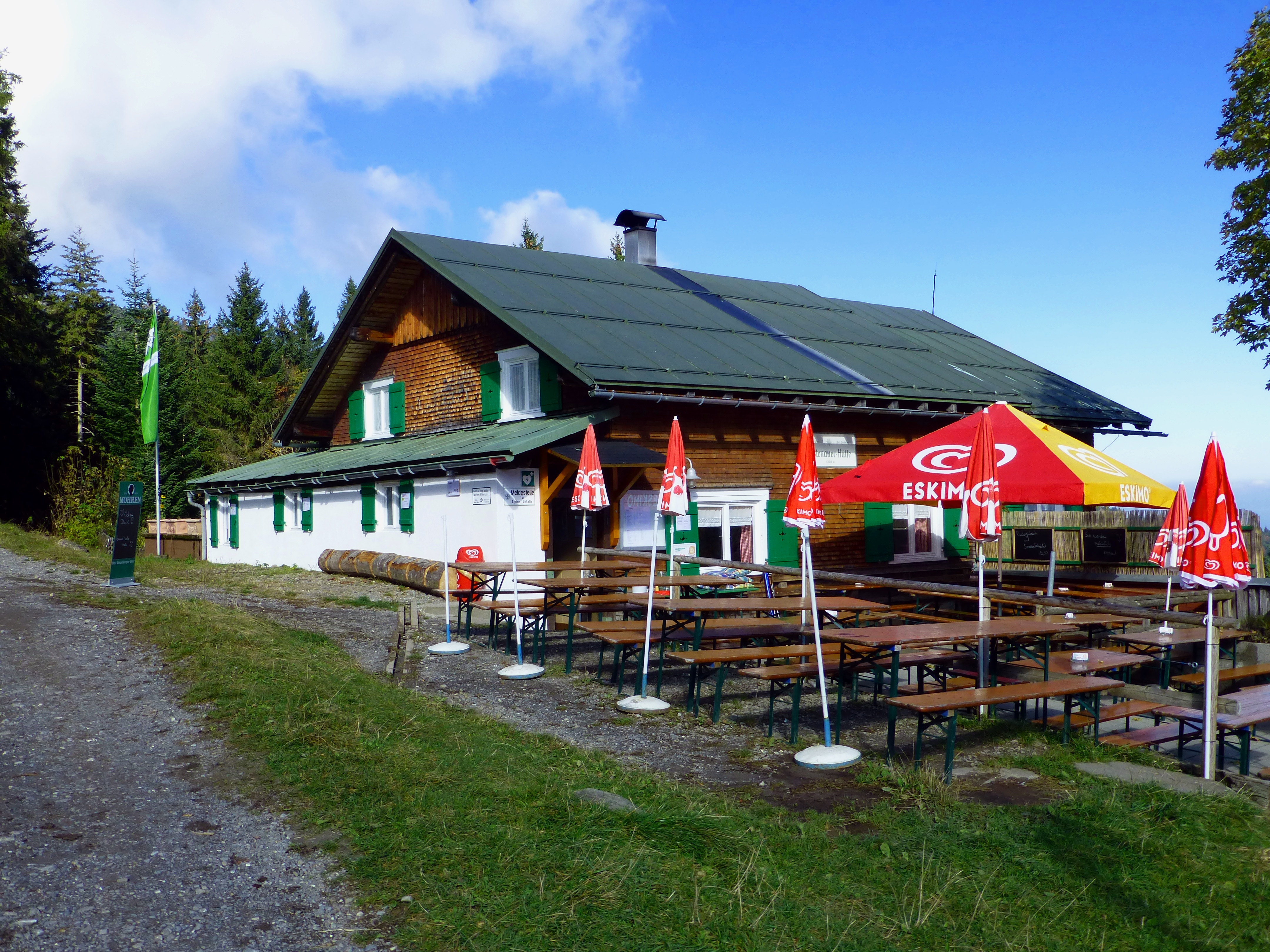
Lustenauer Hütte.

Les sentiers européens de grande randonnée E4 et E5 parcourent la partie nord du massif du Bregenzerwald, et passent par les sommets Brüggelekopf et Schneiderkopf. La variante alpine du E4, qui est identique au chemin autrichien de randonnée 01, le chemin des Alpes du Nord, va de Damüls au sommet Brüggelekopf, où il rejoint le chemin standard, et parcourt l’ensemble du massif oriental du Bregenzerwald.
L’itinéraire rouge de la Via Alpina effleure le sud du massif du Bregenzerwald lors de la traversée de la grande vallée Walser, aux étapes R54 et R55.

### Protection environnementale

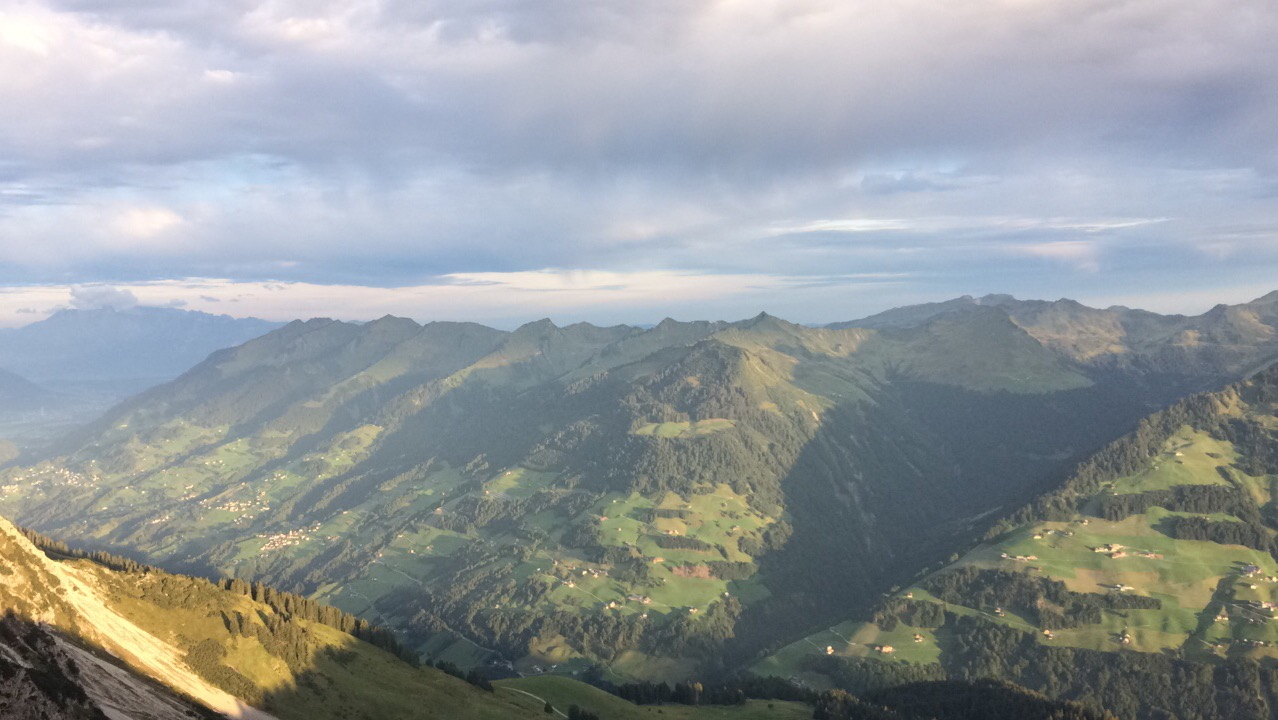
Vue de la réserve de biosphère de la Großes Walsertal.

En raison de l'isolement de certaines zones, de nombreuses réserves naturelles se trouvent dans le massif du Bregenzerwald.
Une partie du Walserkamm et l'ensemble du groupe Glatthorn se trouvent dans la zone de la réserve de biosphère de la Großes Walsertal de l'UNESCO, sur une superficie de 19 200 hectares.
Au total, neuf sites Natura 2000 sont situés dans le massif du Bregenzerwald, avec les gorges de Bregenzerach, le Fohramoos, la zone Unter Stellerhöhe, la zone Unter der Winterstaude, l'Unterragenstein, les gorges d'Üble et les zones Übersaxen-Satteins, Walsbächle et Torfriedbach.
La plus grande zone de réserve naturelle est Hohe-Kugel - Hoher Freschen - Mellental, tandis que celles de Farnacher Moos, Fohramoos, Auer Ried, Amatlina Vita, Gasserplatz et Bludescher Magerwiesen sont plus petites ; Haslach - Breitenberg, Klien et Montiola sont des aires protégées.